# Hoghiz, Brașov
Hoghiz, mai demult Heviz (în dialectul săsesc Warmbech, în germană Warmwasser, Warmwasserbrunn, Warmbach, Warmbrunn, Warmbrunn am Alt, în maghiară Olthévíz, Hévíz, în latină Calida Aqua) este satul de reședință al comunei cu același nume din județul Brașov, Transilvania, România.

## Clădiri istorice
- Castelul Kálnoky
- Castelul Haller
- Castelul Guthman-Valenta
- Castrul roman de la Hoghiz

## Istoric

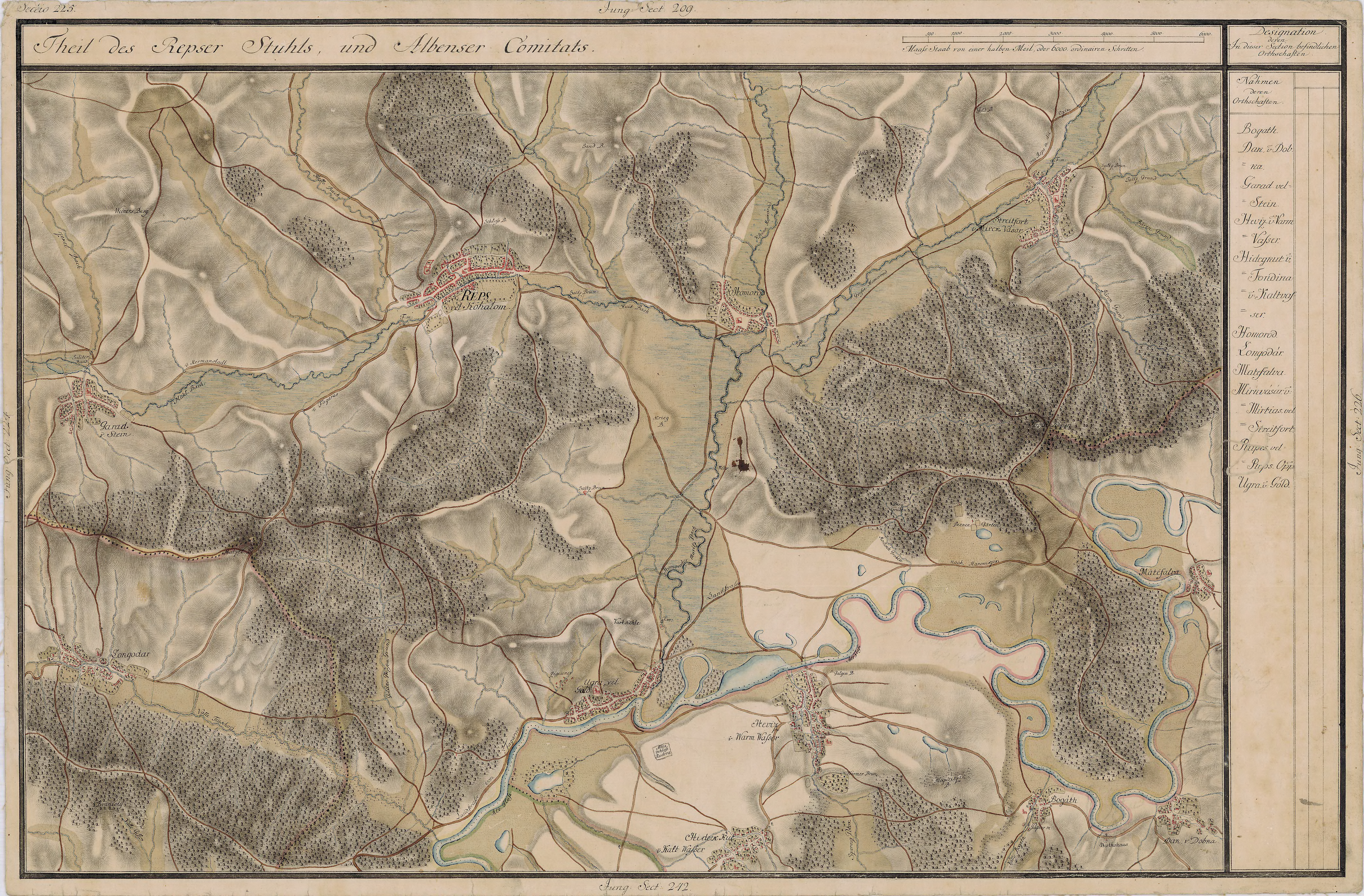
Hoghiz în Harta Iosefină a Transilvaniei, 1769-1773

În anul 1733, când episcopul român unit cu Roma (greco-catolic) Inocențiu Micu-Klein a organizat o conscripțiune în Ardeal, în localitatea Hoghiz (cu denumirea de atunci, în limba maghiară Hév-Víz) au fost recenzate 4 familii de români, adică vreo 20 de persoane. Din registrul aceleiași conscripțiuni, mai aflăm că în localitatea Hoghiz a anului 1733 nu exista nicio biserică a românilor și nici preoți români.

## Vezi și
- Biserica reformată din Hoghiz

## Imagini

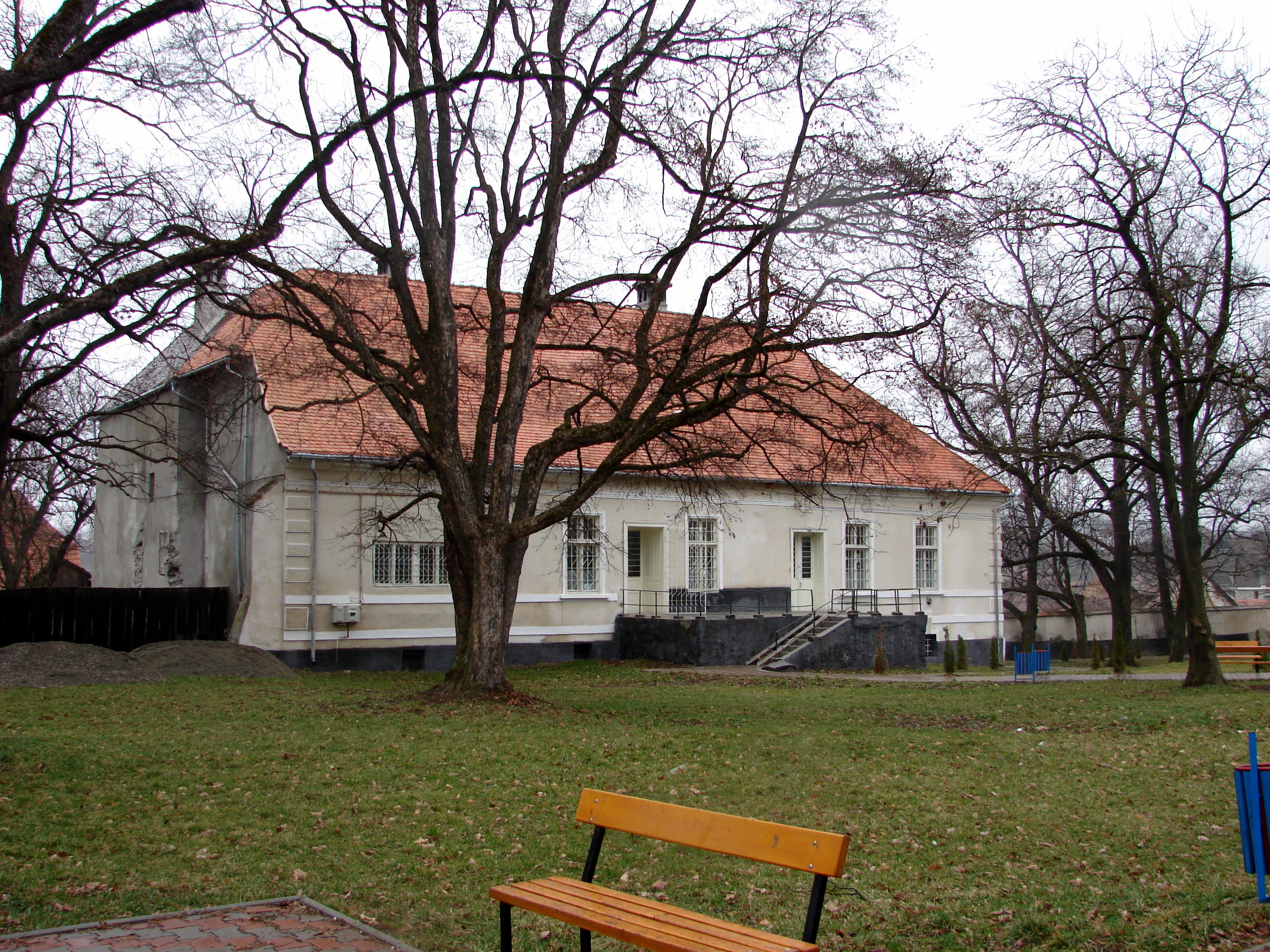
Castelul Haller
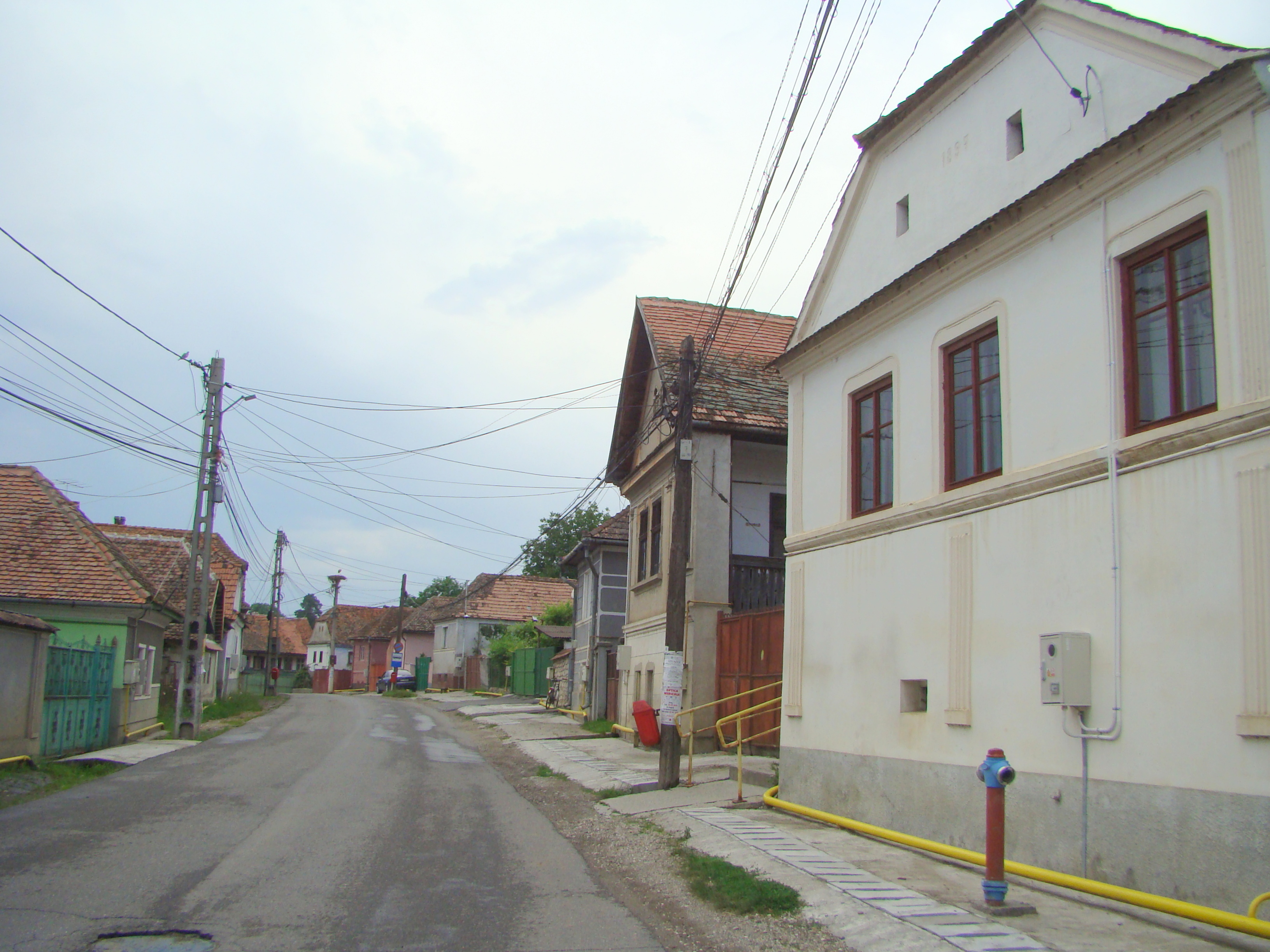
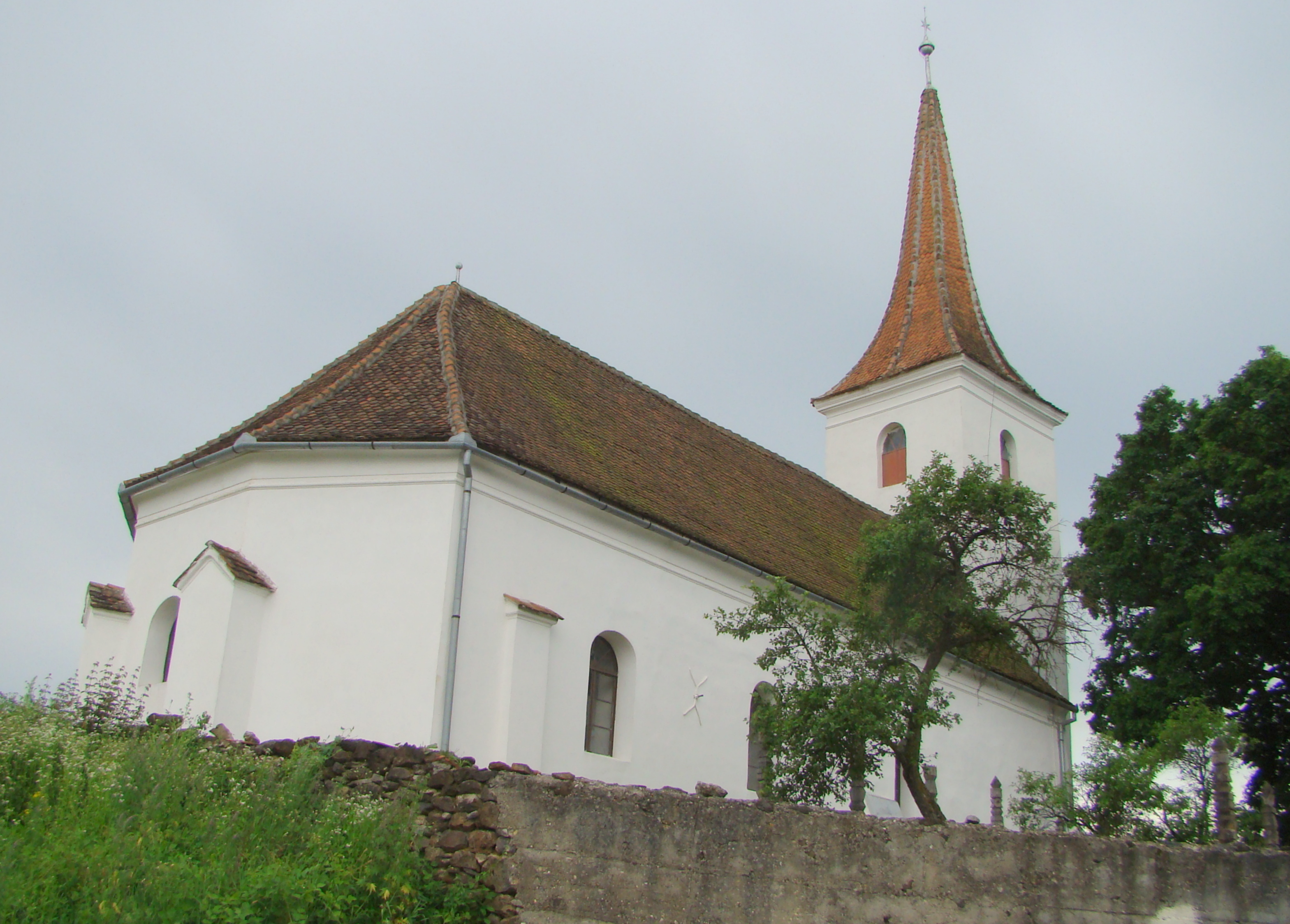
Biserica unitariană (secolul XV)
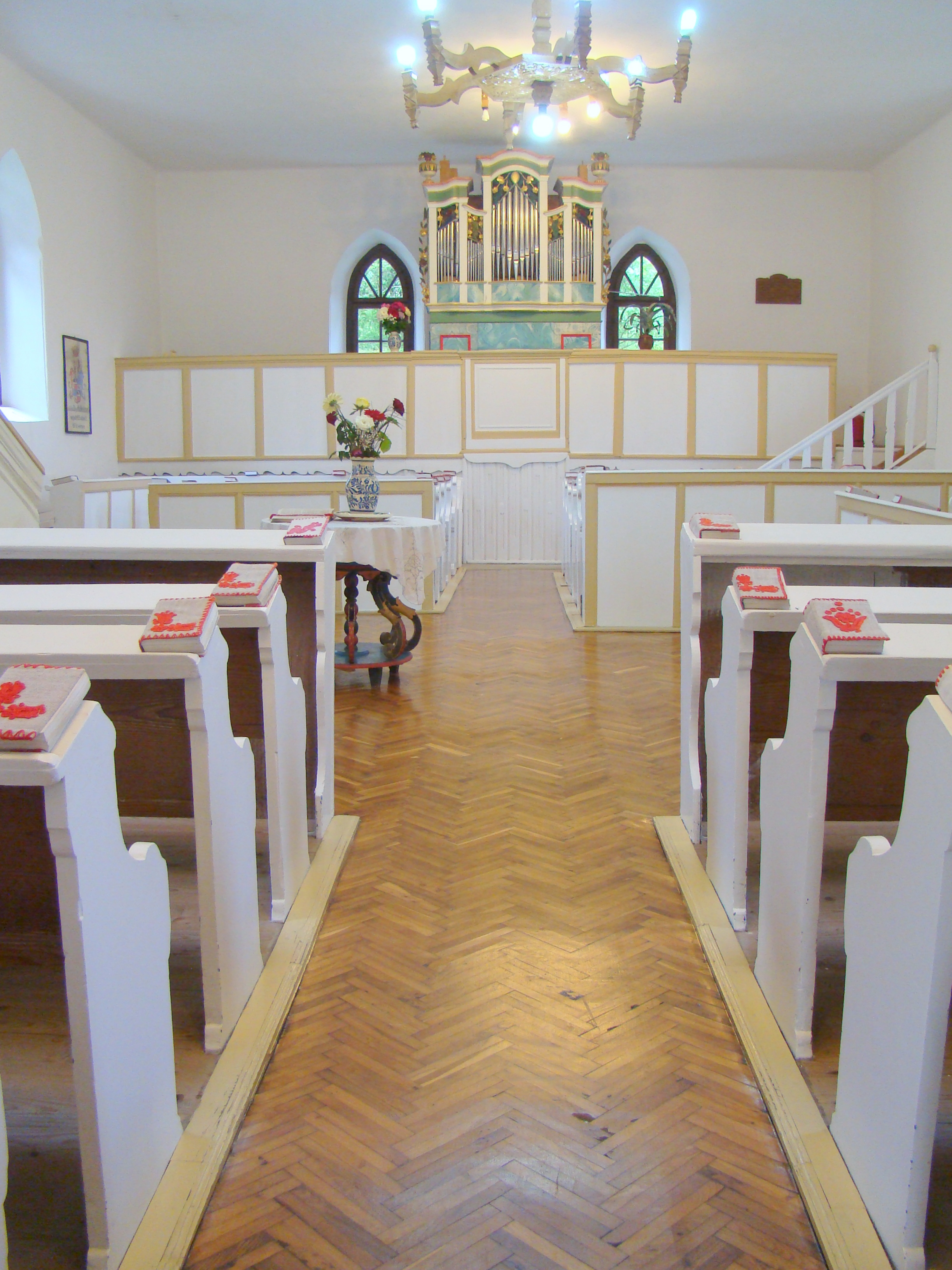
Biserica reformată (monument istoric)
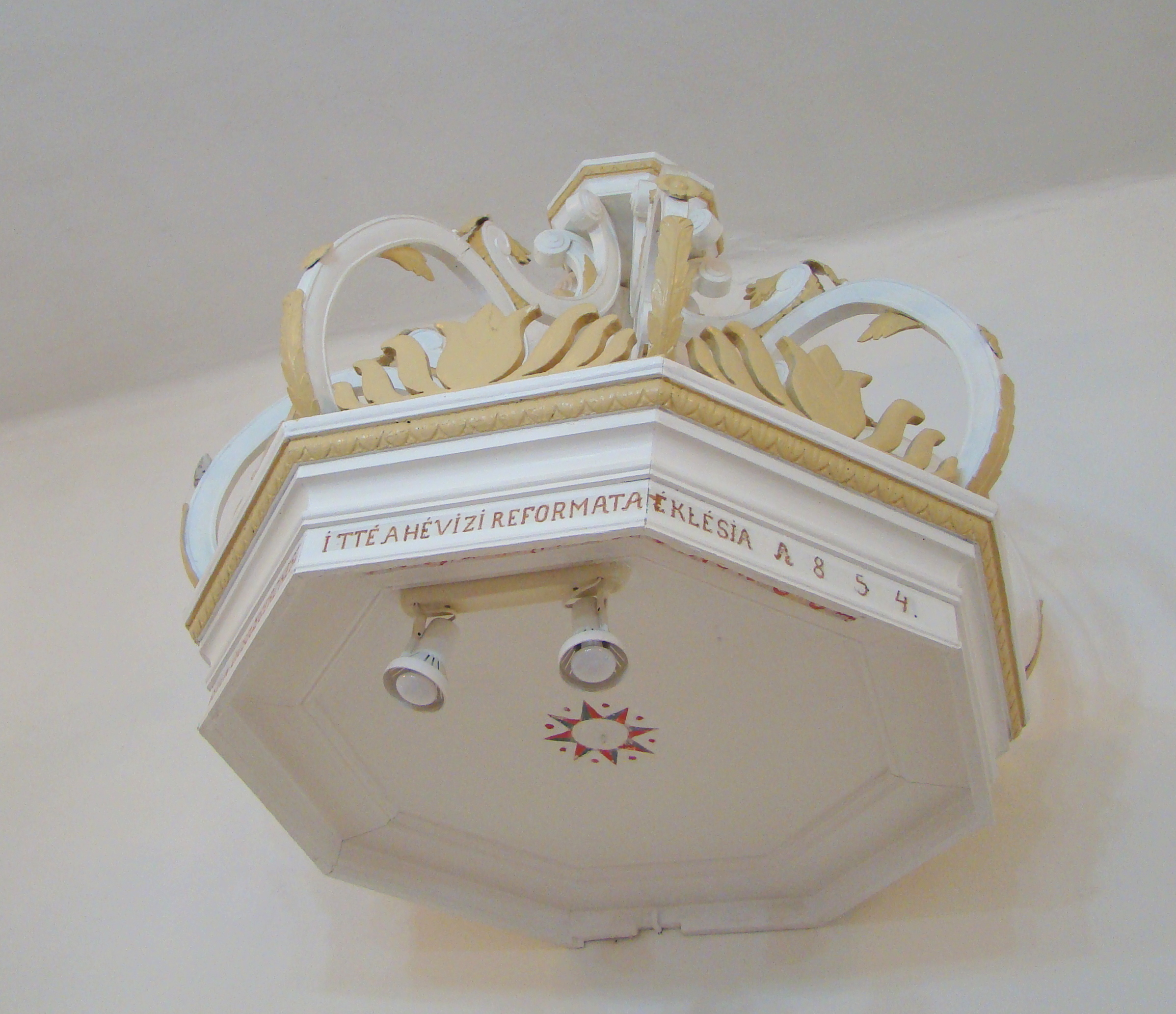
Biserica reformată (coronamentul amvonului)